# Desastre de Doñana
O desastre de Doñana, também conhecido como Desastre de Aznalcollar ou Desastre de Guadiamar (Desastre de Aznalcóllar, Desastre del Guadiamar), foi um acidente industrial na Andaluzia, no sul da Espanha.

## Historia
Em 25 de abril de 1998, uma barragem explodiu na mina de Los Frailes, perto de Aznalcóllar, província de Sevilha, liberando de 4 a 5 milhões de metros cúbicos de rejeitos de minas. Os rejeitos ácidos, que continham níveis perigosos de vários metais pesados, rapidamente alcançaram o rio Agrio, e logo seu afluente rio Guadiamar, percorrendo cerca de 40 quilômetros ao longo desses canais antes que pudessem ser detidos. O Guadiamar é a principal fonte de água para o Parque Nacional de Doñana, um Patrimônio Mundial da UNESCO e um dos maiores parques nacionais da Europa. A operação de limpeza levou três anos, a um custo estimado de € 240 milhões.
A mina Los Frailes é de propriedade da Boliden AB (antiga Andaluza de Piritas, SA), subsidiária espanhola da Boliden, e produz cerca de 125.000 toneladas de zinco e 2.9 milhões de onças de prata por ano.